# Faustin Soulouque

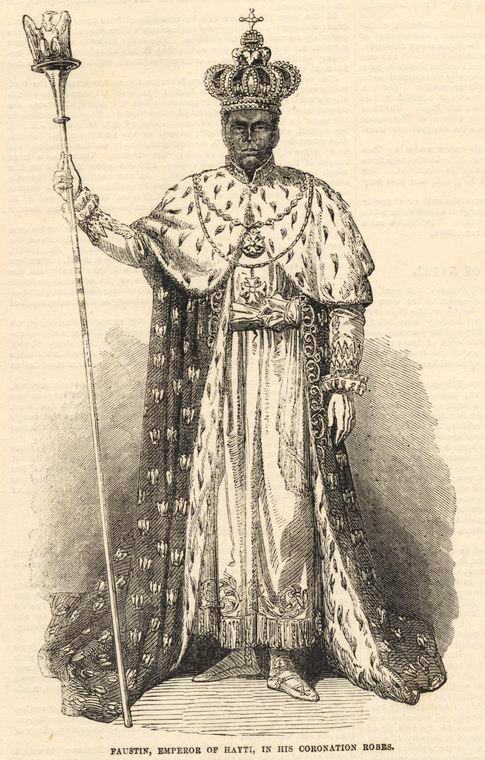
Faustin I. Bild från "The Illustrated London News" 16 februari 1856

Faustin-Élie Soulouque född 15 augusti 1782 i Petit-Goâve, död 6 augusti 1867 på samma plats, var president i Haiti 15 januari 1847-26 augusti 1849, då han lät utropa sig till kejsare, under namnet Faustin I, som sådan satt han kvar till 15 januari 1859 då han avsattes.
Gift med Adélina Lévêque. Han fick två döttrar, Olive Soulouque och Celestine Soulouque. Han utnämnde sin brorson Mainville-Joseph Soulouque till sin tronarvinge, och arrangerade för denne att gifta sig med sin äldsta dotter 